# Ди Араужу, Фернанду
Фернанду ди Араужу (порт. Fernando de Araújo, известен под псевдонимом Лазама (тетум Lasama; 26 февраля 1963, Манутасси, округ Айнару, Португальский Тимор — 2 июня 2015, Дили, Восточный Тимор) — государственный деятель Восточного Тимора, и. о. президента Восточного Тимора (2008).

## Биография
Родился в крестьянской семье. Являлся выходцем проживающей на востоке острова этнической группы мамбаи. Его псевдоним Лазама означает «кто-то, кого невозможно растоптать». В 12-летнем возрасте он пережил личную трагедию. В декабре 1975 года Индонезия вторглась в Восточный Тимор, интервенты убили 18 членов его семьи. Как и многим другим восточнотиморцам некоторое время ему пришлось скрываться в горах.
С 1985 по 1989 гг. он проходил обучение в Университете Удаяна на Бали, где специализировался на литературе, там в 1988 г. он основал организацию восточнотиморских студентов, обучавшихся в индонезийских университетах (RENETIL), которая выступала за независимость Восточного Тимора. С 1988 по 2000 гг. он являлся её генеральным секретарём. 24 ноября 1991 года он был арестован за организацию ненасильственной демонстрации через 12 дней после расстрела индонезийскими властями демонстрации в Санта Крузе и осуждён за организацию «подрывной деятельности» к лишению свободы сроком на девять лет, из которых он более шести лет провёл в тюрьме повышенной безопасности Джипинанг (Cipinang) в Джакарте.
В 1999 году в качестве одного из ведущих членов Национального совета тиморского Сопротивления (CNRT) выступил соорганизатором успешного референдума о независимости Восточного Тимора. С 1999 по 2001 гг. преподавал в Мельбурнском университете.
В переходной администрации, сформированной Миссией ООН по поддержке в Восточном Тиморе (ООНПВТ), ди Араужу занимал должность заместителя министра иностранных дел. В 2001 году он был избран председателем созданной им Демократической партии Восточного Тимора, занявшей на первых парламентских выборах второе место с результатом 8,72 % голосов избирателей. Во время массовых беспорядков 2006 года бунтовщики сожгли дом политика.
Он основал экологическую организацию Fundação Haburas, еженедельный журнал Talitakum и еженедельную партийную газету PD Vox Populi.
В апреле 2007 года ди Араужу принял участие в президентских выборах, заняв третье место с 19,18 % голосов. Не согласившись с итогами подсчёта голосов, он подал иск в суд, который был отклонён. В июне того же года был избран председателем парламента страны. После покушения на главу государства Жозе Рамуша-Орта в феврале 2008 года на период его лечения ди Араужу исполнял обязанности президента Восточного Тимора.
На президентских выборах 2012 года он набрал 17,30 % голосов. На парламентских выборах в том же году он был вновь избран депутатом и вскоре был назначен на должность заместителя премьер-министра и координатора социального блока в новом правительстве страны.
В новом правительстве, сформированном в феврале 2015 года, он занял должности государственного министра, координатора по социальным вопросам и министра образования.
Скончался от последствий инсульта, был похоронен на военном кладбище в Метинаро.